# Nebulette
La nebulette és una isoforma cardíaca específica que pertany a la família de proteïnes de les nebulines. Està codificat pel gen NEBL. Aquesta família està formada per 5 membres: nebulette, nebulina, N-RAP, LASP-1 i LASP-2. Nebulette es localitza als discs Z del múscul cardíac i sembla que regula la longitud dels filaments prims d'actina.

## Estructura
Nebulette és una proteïna de 116,4 kDa composta per 1014 aminoàcids. Com a membre de la família de proteïnes de les nebulines, la nebulette es caracteritza per 35 trams d'aminoàcids de "repeticions de nebulines", que són dominis d'unió a l'actina que contenen un motiu S Dxx Y K conservat. Igual que la nebulina, la nebulette té una regió àcida amb una estructura desconeguda al seu N-terminal i una regió rica en serina adjacent a un domini SH3 al seu C-terminal. Tot i que la nebulette comparteix característiques estructurals amb la nebulina, la nebulina s'expressa preferentment en el múscul esquelètic i té una mida enorme (600-900 kDa), mentre que la nebulette s'expressa en el múscul cardíac a les regions del disc Z i és significativament més petita (aproximadament 1/6 del mida). La nebulette interacciona amb l'actina, la tropomiosina i l'alfa-actinina. Xin i XIRP2.

## Funció
Nebulette va ser identificada el 1995 per Moncman i Wang mitjançant cultius primaris de cardiomiòcits embrionaris de pollastre mitjançant immunoprecipitacions amb certs anticossos monoclonals anti-nebulina. L'expressió normal de la nebulette és essencial per al muntatge i la funció contràctil de les miofibril·les. Concretament, sembla que la nebulette regula l'estabilitat i la longitud dels filaments prims d'actina, així com les freqüències de batec dels cardiomiòcits; la reducció de la proteïna nebulette de longitud completa en els cardiomiòcits va donar lloc a una reducció de la longitud del filament prim, a les freqüències de batecs deprimides i a la pèrdua de les proteïnes reguladores del filament prim troponina I i tropomiosina.

## Importància clínica
Les mutacions en el gen NEBL s'han associat amb la miocardiopatia dilatada. Els estudis en ratolins transgènics han recolzat el seu paper causant en la fibroelastosi endocàrdica i la miocardiopatia dilatada.